# 宜家杭州商场
宜家杭州商场位于杭州临平区乔司街道乔莫西路5号，杭州地铁9号线乔司站B出口附近。2015年6月25日开业，这是杭州首家宜家商场，也是继2013年7月在鄞州区开业的宜家宁波商场后，浙江省第二家宜家商场。

## 简介
宜家杭州商场占地4.3万平米，拥有60间家具展间，汇集超过8000种家具家居产品。商场也为顾客提供瑞典美食，商场顾客餐厅有座位634个，并设有190平米的斯马兰儿童乐园等服务。

## 图库

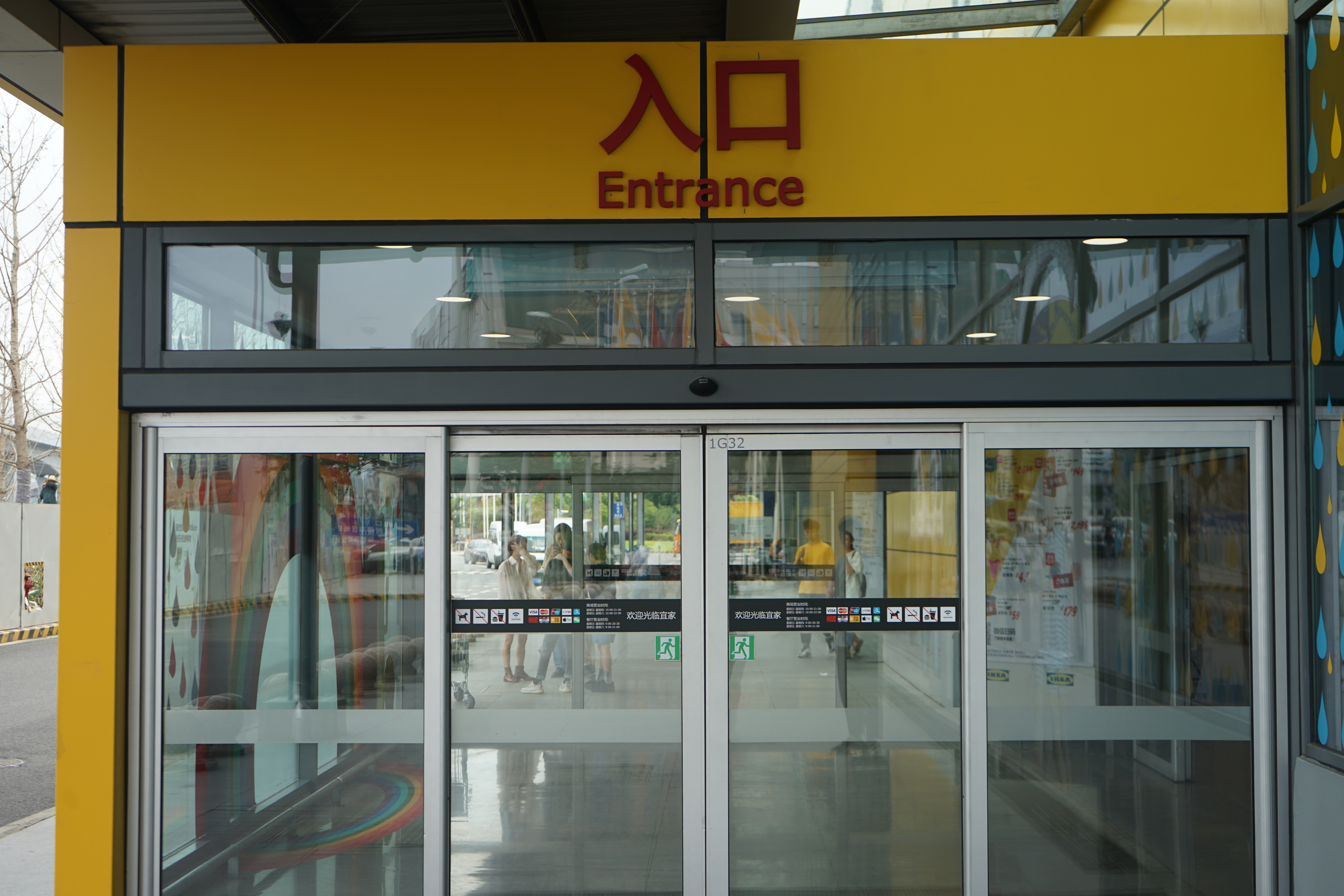
入口处
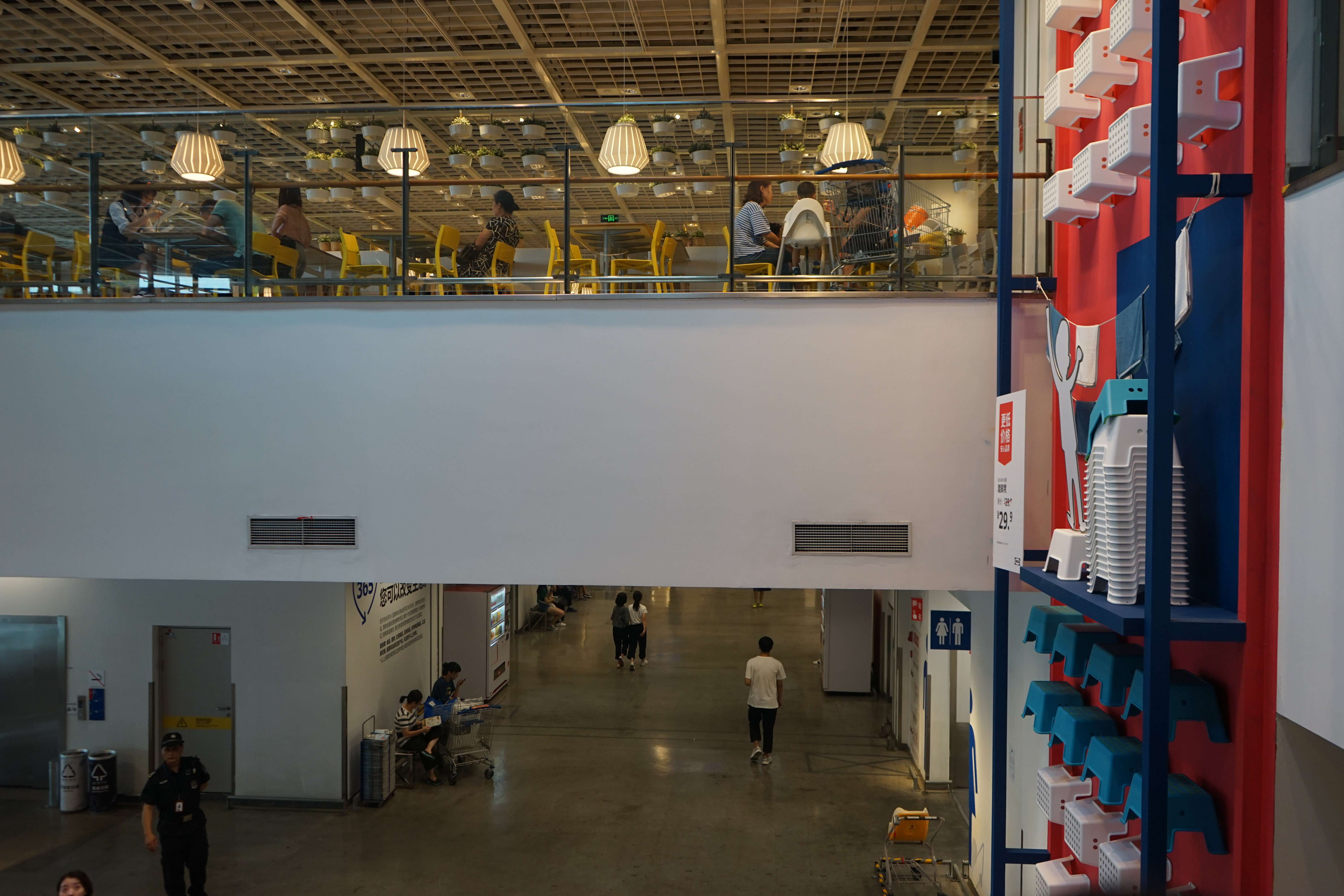
入口处中庭
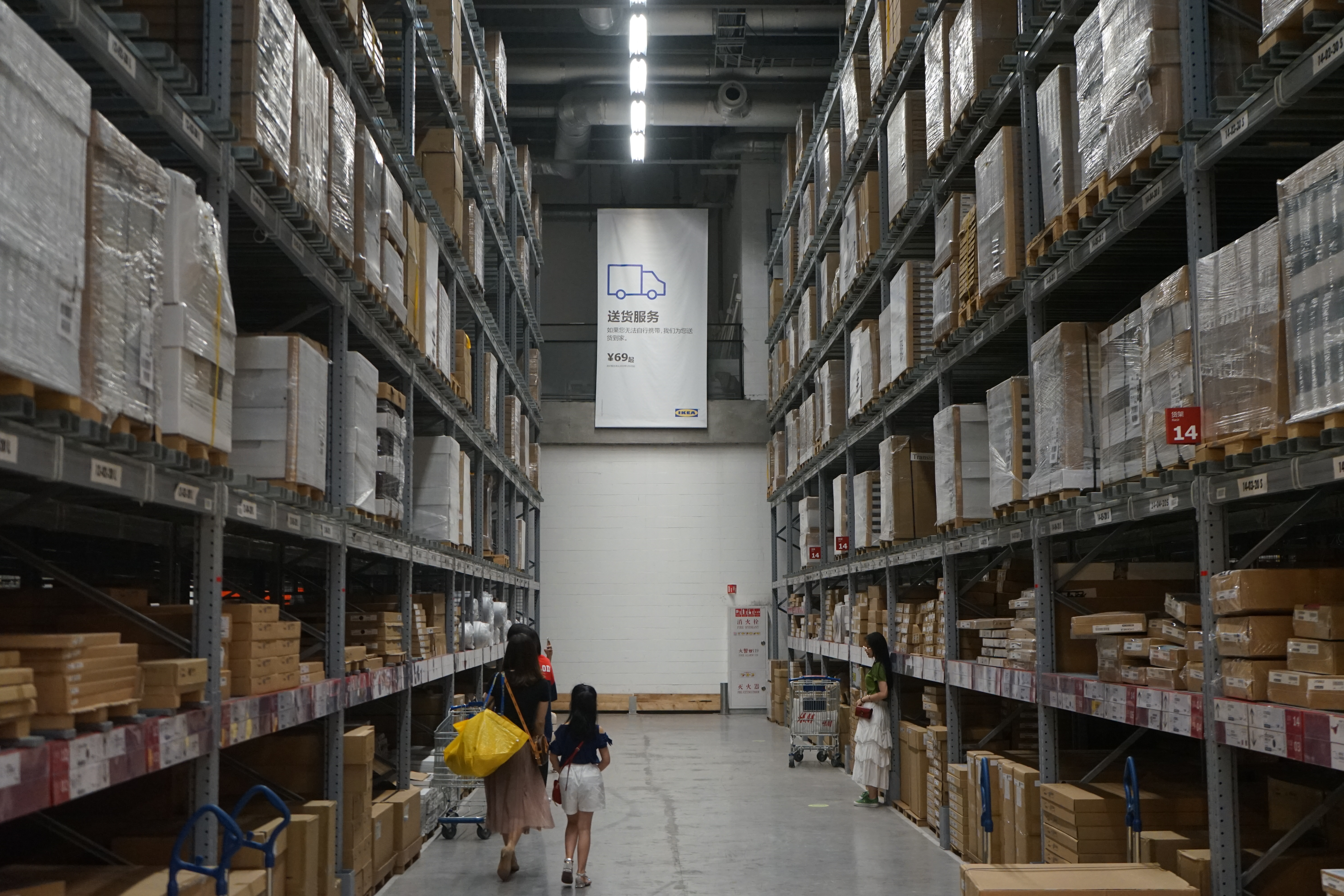
出口处巨型货柜